# Bashkimi Kumanowo
KF Bashkimi Kumanowo (maced. ЧСК Башкими Куманово, alb. KF Bashkimi Kumanowo) – północnomacedoński klub piłkarski z Kumanowa, występujący obecnie w trzeciej lidze swojego kraju.

## Historia
Chronologia nazw:
- 1947–2008: KF Bashkimi Kumanovo
- od 2011: KF Bashkimi Kumanovo

Klub został założony w 1947 roku i reprezentował ludność albańską, zamieszkującą miasto Kumanowo (słowo bashkimi w jęz. albańskim znaczy unia). Dopiero w sezonie 2002/03 zdołał awansować po raz pierwszy w swojej historii do pierwszej ligi Macedonii. Występował w niej przez 5 sezonów. Kilka dni przed rozpoczęciem sezonu 2008/09, mimo utrzymania się w rozgrywkach w poprzednim sezonie, klub został rozwiązany z powodu olbrzymich trudności finansowych. W 2011 KF Bashkimi zostało reaktywowane i występuje obecnie w 3. lidze Macedonii.
Najlepszy w historii klubu był sezon 2004/05, kiedy zajął on 6. miejsce w rozgrywkach macedońskiej ekstraklasy oraz osiągnął największy sukces w swojej historii, zdobywając Puchar Macedonii. Pozwoliło mu to w następnym sezonie na reprezentowanie swego kraju w rozgrywkach o Puchar UEFA. W 1. rundzie kwalifikacji wyeliminował on bośniacki NK Žepče, wygrywając pierwszy mecz walkowerem (w bośniackiej drużynie wystąpił nieuprawniony zawodnik) oraz remisując 1:1 rewanż na wyjeździe. W 2. rundzie piłkarze KF Bashkimi ulegli jednak dwukrotnie wysoko izraelskiemu Hapoelowi Petach Tikwa 0:5 i 0:6 i odpadli z dalszych rozgrywek.

## Osiągnięcia
- Zdobywca Pucharu Macedonii (1): 2004/05

## Sukcesy
- Prwa Fudbalska Liga:
  - 6.miejsce (2): 2005, 2006
- Puchar Macedonii:
  - zdobywca (1): 2005

## Stadion
Milano Arena w Kumanowo może pomieścić 3,500 widzów.

## Europejskie puchary
Legenda do wszystkich tabel:
- Q – runda eliminacyjna, 1/16, 1/8, 1/4, 1/2 – odpowiednia faza rozgrywek, Grupa – runda grupowa, 1r gr – pierwsza runda grupowa, 2r gr – druga runda grupowa, F – finał, R – runda, PO – play-off
- k. – rzuty karne, los. – losowanie, Dogr. – dogrywka, w. – zasada bramek strzelonych na wyjeździe

| Sezon   | Rozgrywki   | Runda | Przeciwnik           | Dom | Wyjazd | Ogólnie |
| ------- | ----------- | ----- | -------------------- | --- | ------ | ------- |
| 2005/06 | Puchar UEFA | 1Q    | NK Žepče             | 3–0 | 1–1    | 4–1     |
| 2005/06 | Puchar UEFA | 2Q    | Maccabi Petach Tikwa | 0–5 | 0–6    | 0–11    |